# 御油の松並木

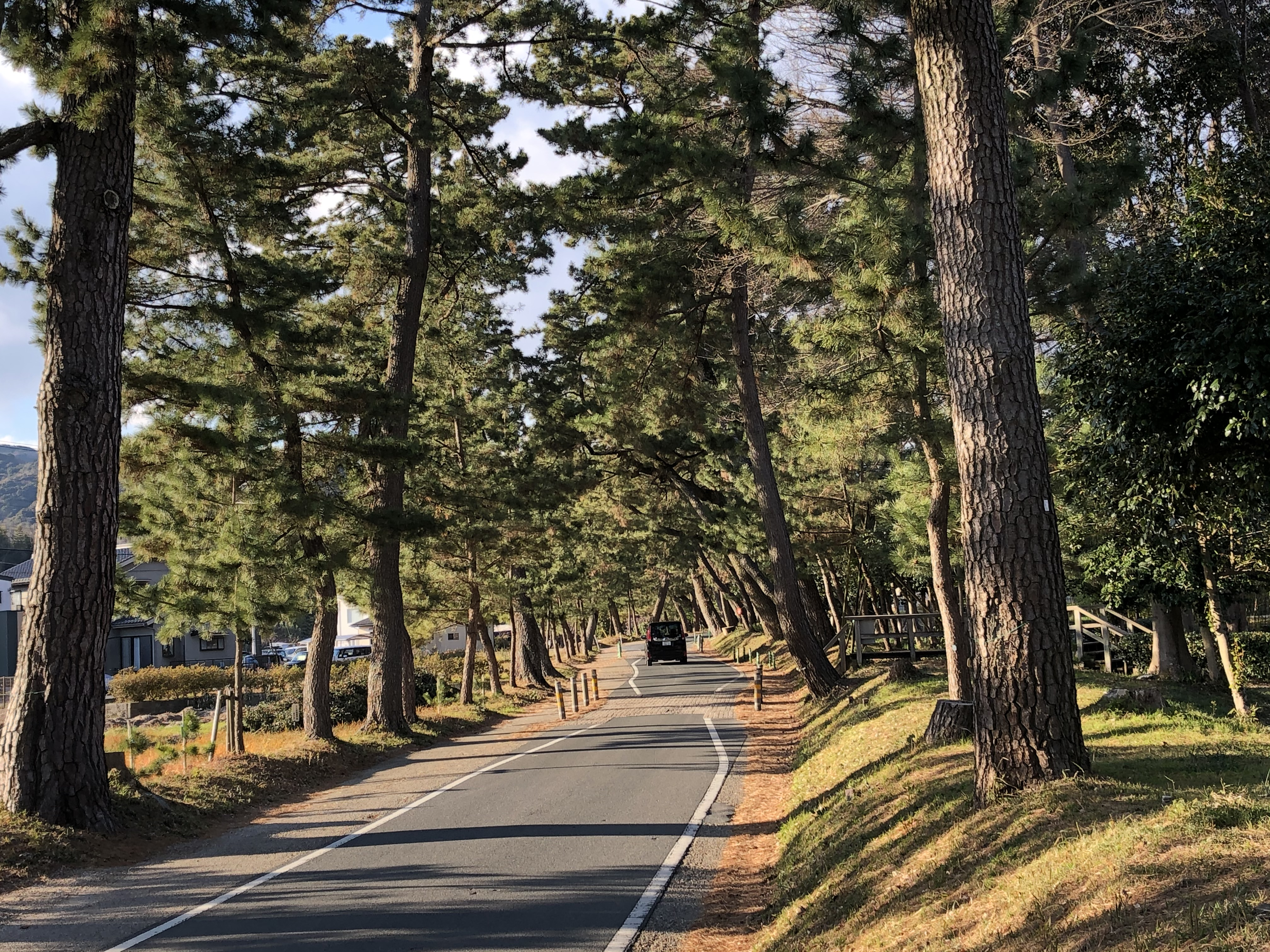
御油の松並木

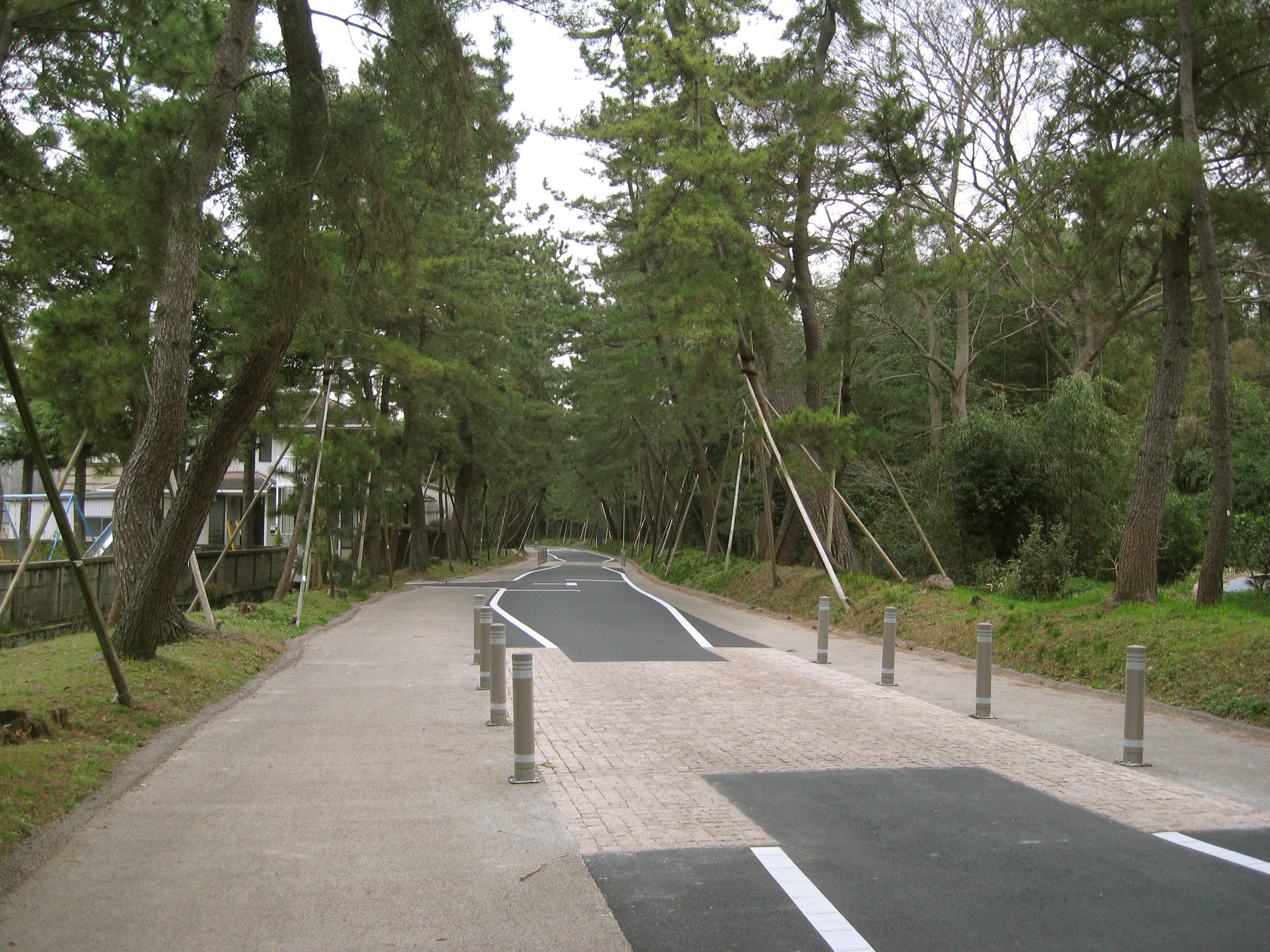
歩道が設置された松並木

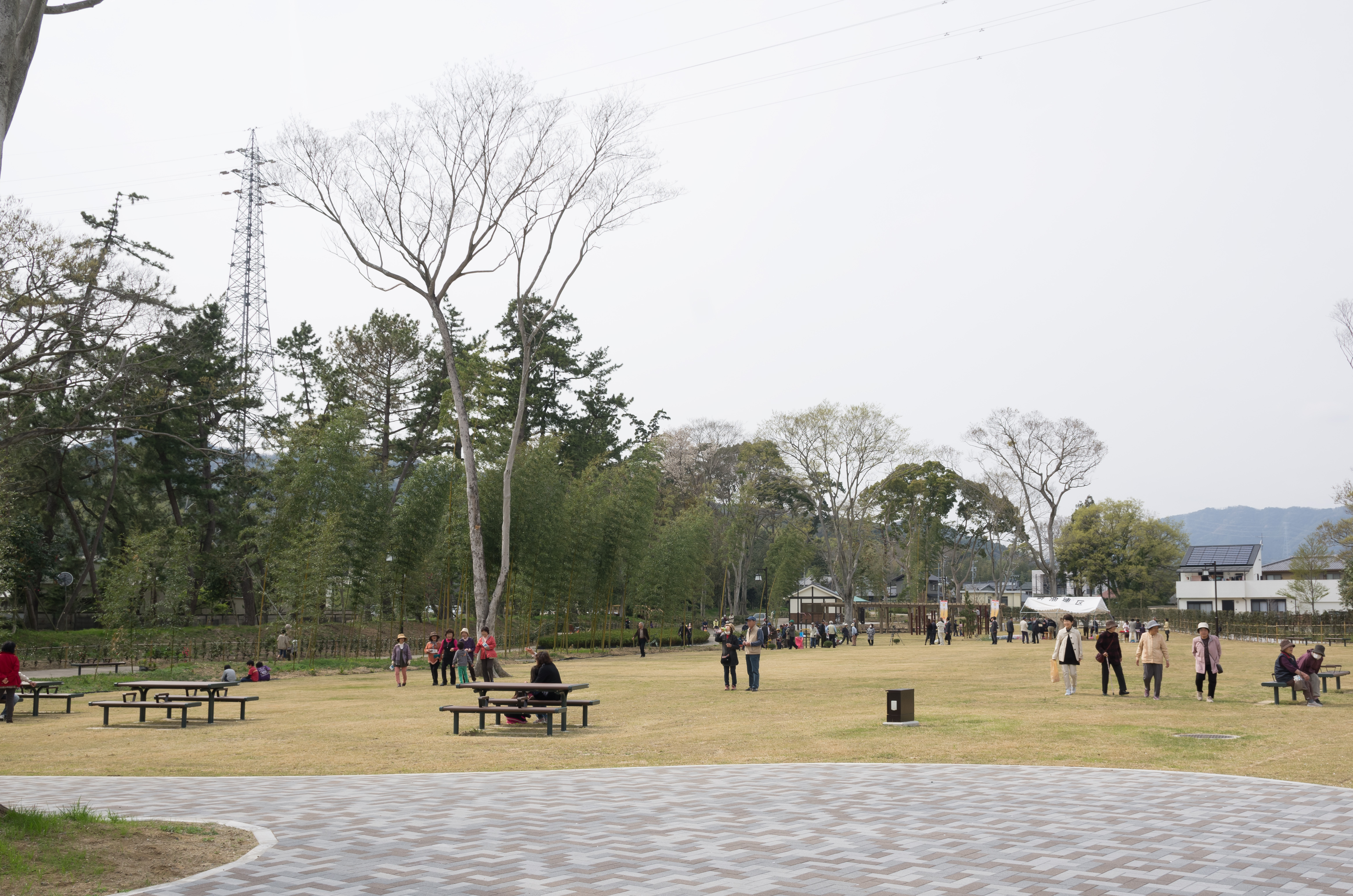
御油松並木公園

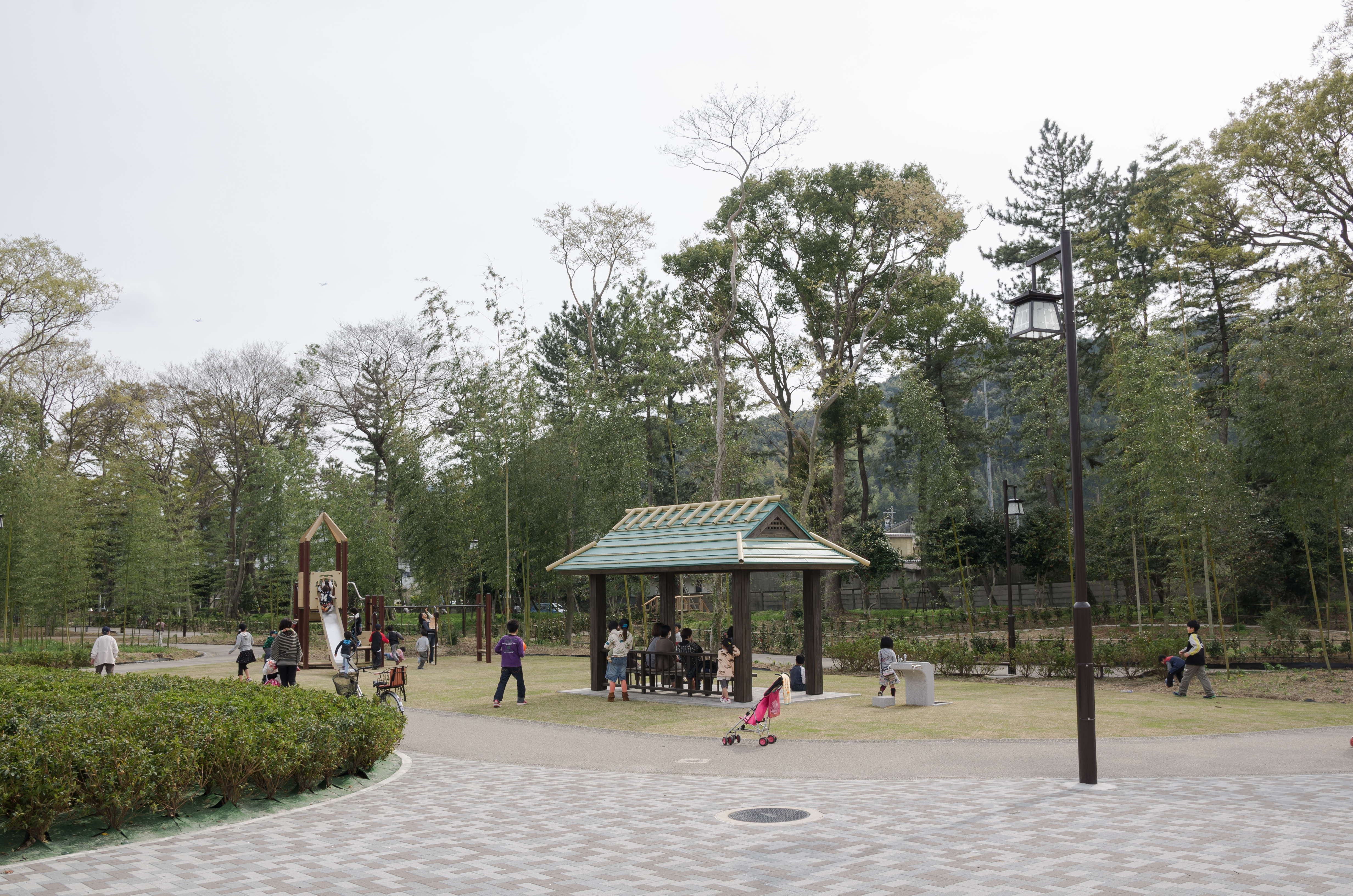
御油松並木公園

御油の松並木（ごゆのまつなみき）は、愛知県豊川市御油町の東海道御油宿と同県同市赤坂町の赤坂宿の間にある松並木。松並木はかつて五街道の各所に存在したが、様々な理由で伐採されたりして現存している松並木は少ない。御油の松並木は、現存している数少ない松並木の一つである。

## 概要
御油宿の西端から赤坂宿の東端までの約600メートルにわたって271本（2003年（平成15年）の調査による）の松の木が立ち並ぶ。
夏は日差しを避け、冬は防風・防雪の役目を果たしていた。また江戸時代の滑稽本『東海道中膝栗毛』のなかで、弥次郎兵衛と喜多八がここでキツネに化かされた話が描かれている。
生活道路が敷かれ、松並木をひっきりなしに車が通るようになったため、松並木を歩く際には長らく注意が必要であった。2009年（平成21年）に車道部分を狭くして歩道が整備されたため、以前よりも安全に歩行者が通行できるようになった。

## 歴史
- 1604年（慶長9年） - 江戸幕府国奉行・大久保長安が徳川家康の命を受けて五街道に並木を整備させた。
- 江戸時代中期　旧東海道御油宿と赤坂宿の間に約650本のマツが植樹されていた[2]。
- 1944年（昭和19年）11月7日 - 御油町民の働きかけで国の天然記念物に指定された（「御油のマツ並木」）[1]。
  - このため、軍需用の伐採などを免れることができた。
- 1965年（昭和40年） - 170本程度にまで松が減少[2]。
- 1972年（昭和47年） - 御油松並木愛護会が結成される。
- 1974年（昭和49年） - 一斉補植が行われ、松の本数が360本余に回復[2]。
- 1988年（昭和63年） - 御油の松並木資料館が開館。
- 2004年（平成16年） - 御油の町いきいきフェスタ in 松並木が開催される。
  - 松並木誕生400年、天然記念物指定60周年記念。
- 2009年（平成21年） - 松並木を貫く道路に歩道が設置される[2]。
- 2013年（平成25年）4月1日 - 豊川市制70周年記念事業の一つとして松並木と音羽川の間に御油松並木公園が開園。
- 2014年（平成26年）11月16日 -  Let's Go You 70 松並木 2014が開催される。松の数は273本[2]。
  - 松並木誕生410年、天然記念物指定70周年記念。

## 交通手段
- 名鉄名古屋本線 御油駅から徒歩で約12分。
- 名鉄名古屋本線 名電赤坂駅から徒歩で約18分。
- 名鉄名古屋本線 国府駅から豊川市コミュニティバス音羽線で「松並木東」バス停下車。
- 「御油の松並木駐車場」という駐車場あり。並木橋（松並木の御油側入口近くにある音羽川に架かる橋）のすぐ横。